# Marisa Monte
Marisa de Azevedo Monte (Río de Janeiro, 1 de julio de 1967) es una cantautora y multinstrumentista brasileña. Es conocida por su carrera solista y por ser la cantante de la banda Tribalistas.
Hasta el presente ha vendido más de 10 millones de álbumes y ha ganado numerosos premios nacionales e internacionales, incluidos cuatro Premios Grammy Latinos, siete premios MTV Brasil, seis premios TIM Music, entre otros. Es considerada por la revista Rolling Stone como la cuarta cantante brasileña más grande, solo por detrás de Elis Regina, Gal Costa y Maria Bethânia; además de poseer dos álbumes en su lista de los «100 mejores discos de música brasileña».

## Biografía
Estudió piano en la infancia, pero su primer interés musical estaba en los tambores, que comenzó a tocar a los nueve años de edad cuando recibió por su cumpleaños una batería. Habla 4 idiomas (portugués, inglés, francés e italiano). Posteriormente aprendería a tocar la guitarra. En la adolescencia, estudió canto lírico y participó en un montaje del musical Rocky Horror Show, llevada a escena por alumnos de teatro del Colegio Andrews, y dirigida por Miguel Falabella. En 1985, al contar con la mayoría de edad, permaneció diez meses en Italia para estudiar canto, pero desistió del género lírico y pasó a cantar música brasileña, acompañada por varios amigos, en pubs y locales frecuentados por gente de la noche. En esa época, en Venecia, la escuchó Nelson Motta, el que sería el director de Tudo veludo, un show que se estrenaría en 1987 en el canal JazzMania, en Río. El éxito fue inmediato, de público y de crítica. A pesar de no haber grabado todavía su primer disco, fue considerada una de las más prometedoras voces de la música popular brasileña.
El domingo 12 de agosto formó parte del grupo de artistas brasileños que dieron la bienvenida a los Juegos Olímpicos Río 2016 en la ceremonia de clausura de Londres 2012. Destacó por la belleza de su voz.

## Trayectoria musical

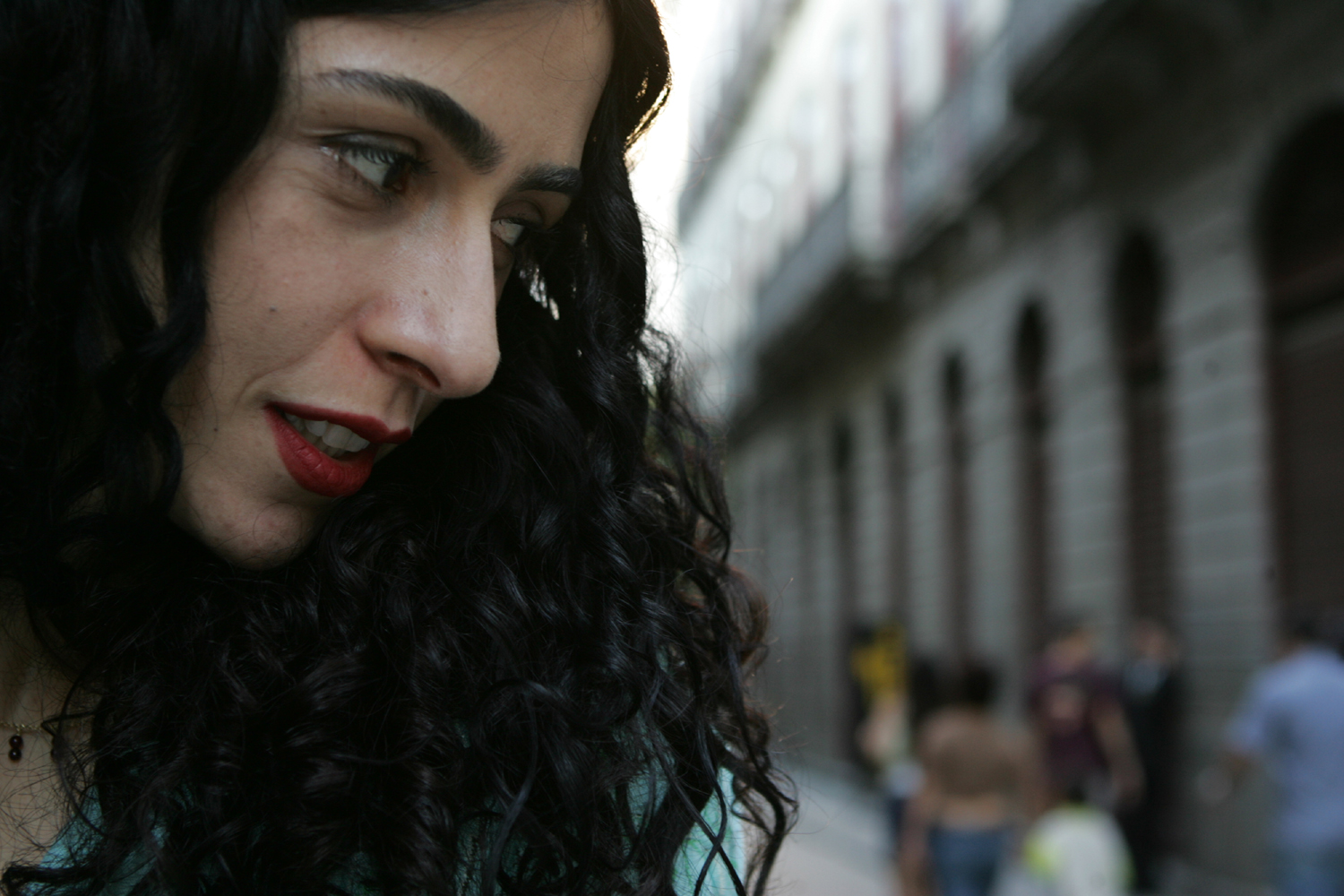
Marisa Monte.

En 1988 lanzó su primer disco, MM (EMI). Destacó su repertorio ecléctico, que incluía una versión del tema de George Gershwin titulado «Bess, You Is My Woman Now» y una versión reggae de «I Heard It Through the Grapevine». 
El segundo disco, Mais (1991), marcó su estreno como compositora y fue bien recibido en numerosos países como EE. UU., Japón y muchos de Europa e Iberoamérica, impulsando su carrera internacional. Además de temas propios, en este disco interpretó algunos temas de famosos músicos brasileños como Caetano Veloso, Arnaldo Antunes, y los fallecidos Cartola y Pixinguinha, entre otros. 
El disco Verde, Anil, Amarelo, Cor-de-Rosa e Carvão, lanzado en 1994, contó con una mayor aportación y participación de artistas conocidos tales como Gilberto Gil, Paulinho da Viola, Carlinhos Brown, Nando Reis (Titãs), Laurie Anderson y Naná Vasconcelos. 
En 1996 lanzó Barulhinho Bom (A Great Noise), con dos CD, uno con una actuación en vivo y otro con un vídeo en el que aparece con Os Novos Baianos, Arnaldo Antunes y Pastoras da Portela entre otros, y en el que se recogen escenas de la grabación del disco. Posteriormente editó un libro que contenía fotos suyas y sus composiciones tanto poéticas como musicales.
Estuvo trabajando durante largo tiempo en los estudios, con la colaboración y producción de Arto Lindsay, para sacar en 2000 el disco titulado Memórias, Crónicas, e Declaracões de Amor. En 2002 formó, junto con Arnaldo Antunes y Carlinhos Brown, Tribalistas. El sencillo «Já sei namorar» fue número uno en las principales listas de las radios tanto de Brasil como de muchos otros países.
Después del nacimiento de su primer hijo Mano Wladimir en 2002, Marisa se dedicó a dos proyectos paralelos y muy diferentes: una profunda investigación del samba carioca y la creación de músicas con Carlinhos Brown, Arnaldo Antunes, Nando Reis, Adriana Calcanhotto, Marcelo Yuca y Seu Jorge, que concluyeron con en el lanzamiento simultáneo, en 2006, de "Universo ao Meu Redor", (con sambas de compositores históricos y contemporáneos) e "Infinito Particular" (con sus nuevas músicas y asociaciones). Ambos tuvieron gran éxito popular y de crítica, que propiciaron una exitosa vuelta a los palcos después de seis años y una nueva gira internacional.
También cabe destacar entre sus composiciones algunas otras como «Ainda lembro», «Ao meu redor» y «Aonde você mora?» (las tres con Nando Reis); «Beija eu» (con Arnaldo Antunes y Arto Lindsay); y «E.C.T.» y «Na estrada» (ambas con Nando Reis y Carlinhos Brown).
Ha vendido más de 15 millones de discos a nivel mundial.

## Reconocimientos
A lo largo de su carrera fue premiada con cuatro premios Grammy Latinos.

## Discografía
- Marisa Monte (1989)
- Mais (1991)
- Verde, Anil, Amarelo, Cor-de-Rosa e Carvão (1994)
- Barulinho Bom (1996)
- Memórias, Crónicas, e Declaracões de Amor (2000)
- Tribalistas (2003)
- Infinito Particular (2006)
- Universo Ao meu Redor (2006)
- Infinito Ao meu Redor (en vivo) (2008).
- O que você quer saber de verdade (2011)
- Verda De Uma Ilusao (Tour 2012/2013) (2014)
- Portas (2021)

### Colaboraciones/Dúos
- "Alta Noite" con Arnaldo Antunes.
- "Busy Man" con Carlinhos Brown.
- "Carnaval" con Arnaldo Antunes.
- "Carinhoso" con Paulinho da Viola.
- "Dança da solidão" con Paulinho da Viola.
- "Cedo ou tarde" con Cassiano.
- "Cultura" con Arnaldo Antunes.
- "Desterro" con F.U.R.T.O..
- "Direitinho" con Arnaldo Antunes.
- "Dizem que o amor" con Argemiro Patrocínio.
- "É doce morrer no mar" con Cesária Évora.
- "Enquanto isso" Laurie Anderson.
- "Esqueça"
- "Eu sou o caso deles" con Os Novos Baianos.
- "Flores" Unplugged MTV Titãs.
- "Mais um na multidão" con Erasmo Carlos.
- "Grão de amor" con Arnaldo Antunes.
- "Ilusión" con Julieta Venegas.
- "Músico" con Carlinhos Brown.
- "Mulemba Xangola" con Carlinhos Brown + Bonga.
- "Não quero ver você triste" con Erasmo Carlos.
- "Nunca mais" con João Donato.
- "O amor não" sabe esperar con Paralamas do Sucesso.
- "Onde andarás" en Café Brasil.
- "Ontem ao luar" versión compacto.
- "Palavras ao vento" (en vivo) - Central MTV.
- "Paradeiro" con Arnaldo Antunes.
- "Toneladas de Desejo" con Timbalada.
- "Tudo Azul" con Velha Guarda da Portela.
- "Seo Zé" con Carlinhos Brown.
- "Waters of March" con David Byrne.
- "Volta meu amor" con Velha Guarda da Portela.